# Kamadhia
 (août 2010).
Si vous disposez d'ouvrages ou d'articles de référence ou si vous connaissez des sites web de qualité traitant du thème abordé ici, merci de compléter l'article en donnant les références utiles à sa vérifiabilité et en les liant à la section « Notes et références ».
Kamadhia était un État princier des Indes créé en 1817, dirigé par des souverains qui portaient le titre de "darbar-radjah" et qui subsista jusqu'en 1948. Cet État fut depuis intégré dans l'État du Goujerat.

## Liste des darbars-radjahs de Kamadhia
- 1817-1860 : Sarfaraz-Ali Khan Ier (mort en 1860)
- 1860-1863 : Jaafar-Ali Khan (1817-1863)
- 1863-1921 : Zulfikar-Ali Khan (1859-1921)
- 1921-1934 : Sarfaraz-Ali Khan II (1882-1934)
- 1934-1948 : Gholam-Khwaja Moïnuddin Khan (1887-1958)